# Mesozoikum
Mesozoikum (græsk: mēsos for 'i midten' og zoon for dyr; 'dyr i midtens tidsalder') – tidligere kaldet  Jordens Middelalder, er den mellemste af de 3 geologiske æraer i æonen Phanerozoikum. Opdelingen af tiden i æraer går tilbage til det 19. århundrede.
Mesozoikum strækker sig fra 251 til 65,5 millioner år siden. I Mesozoikum var livet domineret af store sofistikerede krybdyr.
Geologisk starter Mesozoikum med at kontinenterne er samlet i superkontinentet Pangæa. Igennem æraen opdeles Pangæa i det nordlige kontinent Laurasien og det sydlige kontinent Gondwana. Laurasien opsplittedes i Nordamerika og Eurasien. Gondwana brækkede op i 4 kontinenter: Sydamerika, Afrika, Australien og Antarktis, samt subkontinentet Indien.
Mesozoikum er kendt som dinosaurernes tidsalder. I Mesozoikum udvikledes også de første fugle og blomsterplanter – også kendt som de dækfrøede planter. I Mesozoikum levede pattedyrene en skyggetilværelse.

## Ændring af atmosfærens iltindhold
Atmosfærens iltindhold har ændret sig noget igennem Mesozoikum. For ca. 230 millioner år siden var der ifølge Science Now artiklens graf ca. 10% ilt.
Den stigende iltkoncentration begyndte med at superkontinentet Pangæa for 200 mio. år siden opsplittedes, hvorved Atlanterhavet dannedes og der kom langt flere kystnære havområder for algerne. Det topper ca. 191 mio. år siden på ca. 17,5%, hvorefter det daler til 13% for 178 mio. år siden, hvorefter det igen topper ved 19% for 162 mio. år siden. Herefter daler det svagt til 16% for 142 mio. år siden.
Nu kommer et langt stræk hvor iltindholdet er mellem ca. 16 og 17,5%; svagt stiger og slutter med et svagt fald til ca. 52 mio. år siden. Disse iltudsving har helt sikkert påvirket livet overalt på jorden, og omvendt skyldes udsvingene nok også evolution af fotosyntetiserende planter.